# Uncinocythere ericksoni
Uncinocythere ericksoni är en kräftdjursart som först beskrevs av Eugene N. Kozloff 1955.  Uncinocythere ericksoni ingår i släktet Uncinocythere och familjen Entocytheridae. Inga underarter finns listade i Catalogue of Life.